# Heredia (provinshuvudstad)
Heredia är en provinshuvudstad i Costa Rica.   Den ligger i provinsen Heredia, i den centrala delen av landet, 8 km norr om huvudstaden San José. Heredia ligger 1 174 meter över havet och antalet invånare är 21 947.

## Historia

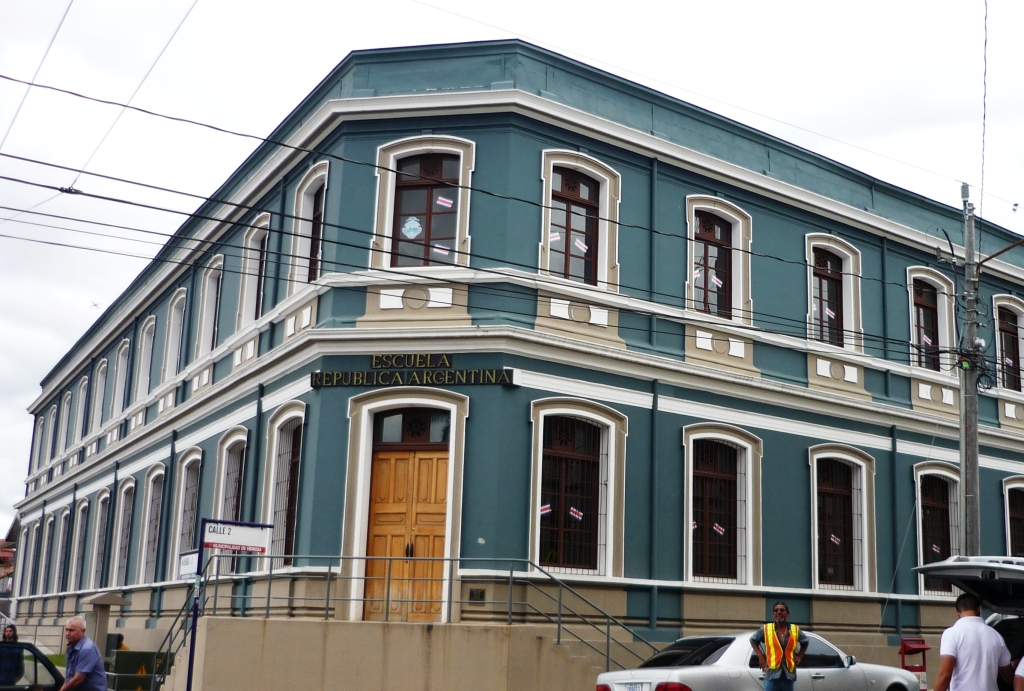
Kulturcentrum "Escuela República de Argentina"

Före dess grundande beboddes området omkring Heredia av en stam av urinvånare som idag är känd som Huetares, en grupp som innan spanjorernas ankomst låg under Cacique Garavitos befäl.  År 1706 ankom nybyggare från Cartago och anlade en liten kyrka på platsen som de gav namnet "Alvirilla", platsen kom ganska snart att befolkas allt mer. Mellan 1716 och 1717 flyttade dock nybyggarna sin by något norrut, till den plats om urinvånarna kallade Cubujuquí. År 1736 ansågs Heredia tillräckligt befolkad för att förtjäna en egen församling och den första incarnation of the Iglesia de la Inmaculada byggdes för att betjäna området som en egen församlingskyrka. 1751 finansierade biskopen av Nicaragua och Costa Rica, Pedro Agustín Morel de Santa Cruz en skola i bygden vilket kom under kyrkans styre. Skolan kom att namnges Liceo de Heredia. 1763 hade Heredia växt såpass mycket att platsen gavs titeln Villa, och bosättningen döptes nu till Heredia efter domaren don Alonso Fernández de Heredia, den person som varit bakom titelutnämningen. Under 1700-talet fortsatte orten att växa, och området omkring Heredia kom att utökas  med fler byar, bland annat Barva. Kommunen Heredia etablerades 19 maj 1812, och år 1824 gavs stadsrättigheter till Heredia. 1848 utnämndes till provinshuvudstad över provinsen med samma namn.
Under en kort period under 1830-talet var Heredia Costa Ricas politiska huvudstad. 